# 나카우치다촌
나카우치다촌(일본어: 中内田村)은 일본 시즈오카현의 서부, 기토군·오가사군에 속했던 촌이다.

## 역사
- 1889년 4월 1일 - 정촌제 시행에 의해 기토군 나카우치다촌이 성립하였다.
- 1896년 4월 1일 - 군제 시행에 의해 오가사군 나카우치다촌이 되었다.
- 1942년 6월 1일 - 시모우치다촌과 합병해, 우치다촌이 성립하여, 동일 나카우치다촌은 폐지되었다.

## 참고 문헌
- 角川日本地名大辞典編纂委員会,『角川日本地名大辞典 22 静岡県』, 角川書店, 1978年, ISBN 4040012208